# ФК Фљамуртари Приштина
Фудбалски клуб Фљамуртари (алб. Klubi Futbollistik Flamurtari), познат као Фљамуртари, професионални је фудбалски клуб из Приштине. Игра у Првој лиги Републике Косово.

## Историја
Клуб су 1968. године основала браћа Ризах и Исмет Исмаили, као и браћа Ибрахим и Фехми Прапаштица.
Име му је доделио Агим Седлари.

## Играчи

### Тренутни тим
Ажурирано 17. јануара 2020.
| Бр. |                    | Позиција | Играч           |
| --- | ------------------ | -------- | --------------- |
|     | Србија             | Г        | Ардит Ника      |
|     | Албанија           | Г        | Ерлинд Селимај  |
|     | Србија             | О        | Мергим Бошњаку  |
|     | Србија             | О        | Агрон Брући     |
|     | Србија             | О        | Гентрит Думани  |
|     | Бугарска           | О        | Ангел Гранчов   |
|     | Бугарска           | О        | Љубомир Гутсев  |
|     | Србија             | О        | Ветон Кабаши    |
|     | Србија             | О        | Лорик Маџуни    |
|     | Србија             | О        | Мељос Зенунај   |
|     | Албанија           | О        | Ваљдо Зећај     |
|     | Северна Македонија | С        | Ерсин Фетахи    |
|     | Србија             | С        | Донарт Хасанај  |
|     | Северна Македонија | С        | Ристе Илијовски |

| Бр. |                    | Позиција | Играч            |
| --- | ------------------ | -------- | ---------------- |
|     | Црна Гора          | С        | Ернест Исљамај   |
|     | Црна Гора          | С        | Егзон Краснићи   |
|     | Северна Македонија | С        | Аљтин Лога       |
|     | Србија             | С        | Адем Малићи      |
|     | Србија             | С        | Арбер Мустафа    |
|     | Србија             | С        | Башким Шаља      |
|     | Црна Гора          | С        | Данин Таловић    |
|     | Србија             | С        | Едон Зећири      |
|     | Србија             | Н        | Гентрит Беголи   |
|     | Србија             | Н        | Шенд Кељменди    |
|     | Србија             | Н        | Фестим Краснићи  |
|     | Србија             | Н        | Торвино Стулћаку |
|     | Србија             | Н        | Арбнор Зећири    |